# Нежин (станция)
Нежин — узловая станция 1-го класса Юго-Западной железной дороги. Вокзал станции представляет собой монументальное здание, построенное в 1889 году. 

## История
Первая на территории современной Украины железная дорога Одесса — Балта, протяжённостью 213 км, построена на протяжении трёх лет (1862—1865). После чего возникла необходимость в железнодорожном сообщении Киева с центром Российской империи. 
Согласно архивным документам, строительство Курско-Киевской железнодорожной магистрали началось 1 мая 1867 года. 
На территории Нежинщины работы велись в болотистой местности на низком технологическом уровне, в отсутствии элементарных условий охраны труда — работники часто болели, поэтому в Нежине и Сиволоже были развёрнуты лазареты.
Весенние паводки заливали околицы населённых пунктов и участки под строительство магистрали, нанося серьёзные убытки крестьянам. Сооружены насыпи, а под полотном проложены трубы. Тем не менее, 17 декабря 1868 года движение по магистрали было открыто.

## Дальнее сообщение
Расписанием движения на 2015/2016 гг. вокзал отправляет и принимает поезда следующих направлений:
| № поезда | Маршрут движения                | № поезда | Маршрут движения                |
| -------- | ------------------------------- | -------- | ------------------------------- |
| 53/143   | Санкт-Петербург — Киев, Харьков | 54/144   | Киев, Харьков — Санкт-Петербург |
| 73       | Москва — Львов, Ковель          | 74       | Львов, Ковель — Москва          |
| 93       | Минск — Одесса                  | 94       | Одесса — Минск                  |
| 133      | Лисичанск — Киев                | 134      | Киев — Лисичанск                |
| 233      | Константиновка — Киев           | 234      | Киев — Константиновка           |
| 657      | Москва — Конотоп — Чернигов     | 658      | Чернигов — Конотоп — Москва     |
| 775      | Харьков — Киев                  | 776      | Киев — Харьков                  |
| 777      | Шостка — Киев                   | 778      | Киев — Шостка                   |
| 779      | Сумы — Киев                     | 780      | Киев — Сумы                     |
| 783      | Шостка — Киев                   | 784      | Киев — Шостка                   |